# Dobera glabra
Dobera glabra is een plantensoort uit de familie Salvadoraceae. Het is een groenblijvende struik of boom die een hoogte kan bereiken van 8 tot 10 meter. De schors heeft een groene tot donkergrijze kleur. De bladeren hebben een olijfgroene kleur en een elliptische tot ovale vorm. De bloemen zijn wit of crèmekleurig. De vruchten hebben een langwerpige vorm en worden paarskleurig wanneer ze rijp zijn.
De soort komt voor in Noordoost-Afrika, van Soedan tot in Kenia en verder op het Arabisch Schiereiland en in West-India. Hij groeit daar in doornbossen of struikgewas met soorten uit de geslachten Acacia, Balanites en Commiphora, op rotsachtige hellingen en zoute rivierbeddingen. In Afrika groeit hij vooral in aride en semi-aride regio's.
De vruchten zijn eetbaar, de zaden die erin zitten zijn eetbaar na lang koken. Uit de bloemen wordt een etherische olie gewonnen, die als parfum gebruikt wordt. Het hout van de boom is vrij zacht en wordt gebruikt voor het maken van stampers, vijzels, lepels, opbergdozen en andere huishoudelijke artikelen. De boom wordt aangeplant voor lokaal gebruik als brandhout en als schaduwboom.